# Fábio Koff
Fábio André Koff (Bento Gonçalves, 13 de maio de 1931 – Porto Alegre, 10 de maio de 2018) foi um juiz de direito e dirigente esportivo brasileiro. Foi presidente do Grêmio Football Porto Alegrense e do Clube dos 13. É considerado o maior presidente da história do tricolor gaúcho, sendo chamado de "Imortal".

## Biografia
De origem alemã e nascido em Bento Gonçalves, passou a juventude, influenciado pela esposa, dona Ivone Koff, cursou faculdade de direito em Passo Fundo, executou a profissão de juiz de direito, onde passou a fazer um "tour" pelo interior do estado do Rio Grande do Sul. Foi juiz de direito em Flores da Cunha, Frederico Westphalen, São Jerônimo,  Triunfo ,Canoas e por fim na Capital, Porto Alegre.
Dr. Fábio Koff teve dois filhos com a esposa, Alexandre Koff, que exerce a profissão de dentista e Fábio Koff Junior, que exerce a mesma profissão que o pai exerceu, é juiz de direito e ex-conselheiro do Grêmio.
Dr. Fábio Koff foi o presidente do Grêmio Foot-Ball Porto Alegrense durante o biênio 2013/2014 e também é ex-presidente do Clube dos 13, a associação dos 20 maiores clubes de futebol brasileiros.
Em 2016, foi lançado o livro "Fábio André Koff: memórias e confidências. O que faltou esclarecer", pela editora gaúcha AGE, sendo uma biografia escrita através de depoimentos concedidos a Paulo Flávio Ledur e a Paulo Silvestre Ledur, onde o ex-presidente do Grêmio conta em detalhes como foram os bastidores das principais conquistas do clube, bem como a sua carreira como dirigente do Clube dos 13.

## Dirigente do Grêmio
Assumiu a presidência em 1982, ficando até o fim de 1983 "O Ano Azul", considerado o ano mais glorioso de toda a história do Clube.
Em 1982, Dr. Fábio Koff foi extremamente criticado pela torcida do Grêmio, muitos achavam que ele não continuaria para o ano seguinte, e no final do ano de 1982, quando o Grêmio ficou com o vice-campeonato Brasileiro contra o Flamengo, as críticas aumentaram e os muros de Porto Alegre ecoavam "Fora Koff". Mesmo assim, depois do aval da família, família palavra que Dr. Fábio define como esposa, foi reeleito presidente do Grêmio como único candidato a presidência do Clube.
Em 1983 Grêmio venceu a Libertadores da América, dentro do seu estádio, como Dr. Fábio havia previsto no final do ano de 82. Após vencer a Libertadores com o Grêmio, a frase dos muros de Porto Alegre, que antes diziam "Fora Koff", passou a dizer "Fora Koff: Vai pra Tóquio", e ele foi mesmo no final do ano de 1983.
Em 11 de dezembro de 1983 o Grêmio venceu o Mundial de Clubes com Renato Gaúcho marcando os dois gols na conquista deste torneio. Porto Alegre estava tomada de azul e as críticas se calaram ao campeão mundial. Dr. Fábio virou um dos maiores presidentes da história.
Recuperado de um câncer e novamente com o aval da família voltou a dirigir o clube no ano de 1993 a 1996, tendo novamente um período de grandes conquistas, como a Copa do Brasil em 1994, a Libertadores em 1995, a Copa Sanwa Bank de 1995, a Recopa Sul-Americana e o Brasileirão em 1996. Além disso, o Grêmio foi vice-campeão da Copa do Mundo de Clubes da FIFA de 1995.

## Uma vida azul, preta e branca
Dr. Fábio Koff ganhou a primeira camiseta tricolor aos seis anos, em um natal. Ele era o único gremista entre os primos. Chegava a enganar a família e fugir para ver os jogos. Embora seja de Bento Gonçalves, na Serra Gaúcha, teve o primeiro contato com o Grêmio Porto-Alegrense no final dos anos 30, através do rádio. Nos anos 40, quando foi estudante do Instituto Porto-Alegrense (IPA), Koff se aproximou ainda mais do clube da Capital gaúcha.
"'O Poderoso Chefão'", como era chamado por muitos, é considerado por boa parte da torcida, ao lado do Dr. Hélio Dourado, um dos maiores dirigentes de toda a história do clube. E também o presidente que projetou o nome do Grêmio para o Mundo.
Foi membro do conselho consultivo do Grêmio.
Fábio Koff é, portanto, um ícone do futebol brasileiro e, sobretudo, um ídolo da torcida azul do Rio Grande do Sul, que deve àquele grupo de 1983, incluindo o próprio presidente, a conquista da Libertadores e a projeção do bom futebol gaúcho ao cenário mundial, capaz de jogar de igual para igual e até mesmo superar os times platinos e europeus.

## Morte
Fábio Koff estava internado em estado crítico no Hospital Moinhos de Vento em Porto Alegre. O ex-presidente veio a falecer na madrugada do dia 10 de maio de 2018, vítima do agravamento de um quadro de infecção generalizada.
Seu falecimento causou grande comoção entre a torcida gremista. Com uma rica história dentro do clube que se confunde com a do próprio Grêmio, foi definido como "Imortal". O "Guia da Partida" nº 223 de 12/05/2018, revista publicada pelo Grêmio com informações sobre o jogo do dia, foi dedicada ao presidente, cuja data de falecimento não fora citada, preferindo a edição, na sua capa, referir o período da vida como "1931 - ∞", ou seja, de 1931 para toda eternidade.
Além disso, o presidente Fábio Koff foi homenageado com uma salva de palmas de um minuto antes da partida realizada em 12/05/2018 entre Grêmio e Internacional, inclusive pela torcida rival, a demonstrar a grandeza que atingiu seu legado.